# Fred Chichin

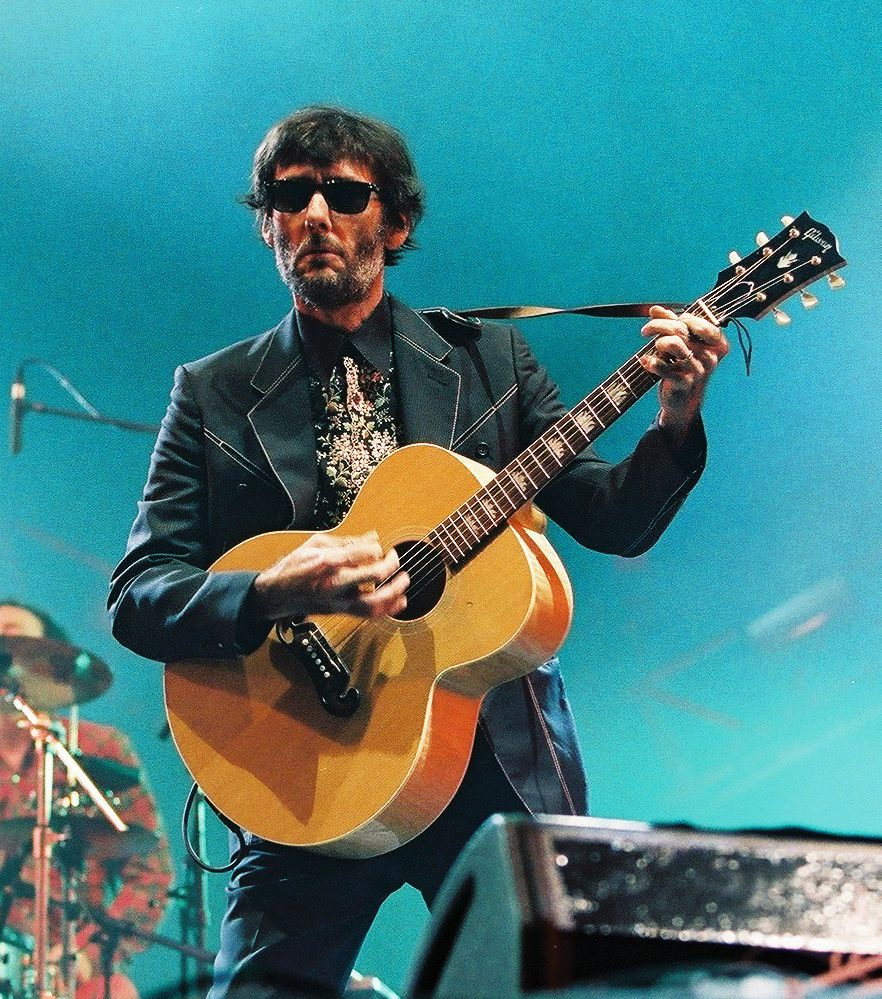
Fred Chichin tijdens een optreden in 2007

Fred Chichin (Clichy, 1 mei 1954 – Parijs, 28 november 2007) was een Frans gitarist. In 1979 vormde hij samen met Catherine Ringer de pop-rockgroep Les Rita Mitsouko.
Les Rita Mitsouko behaalde in Frankrijk enkele hits, onder andere in 1985 met het nummer 'Marcia Baila'. De groep droeg dit nummer op aan danseres Marcia Moretto, die op 32-jarige leeftijd overleed aan de gevolgen van kanker. Chichin en Ringer hadden bij haar een dansopleiding gevolgd. 
In 1994 wist Les Rita Mitsouko ook buiten Frankrijk door te breken met het nummer 'Y'a d'la haine'. De videoclip bij het nummer werd door de kijkers van muziekzender MTV gekozen tot beste videoclip van het jaar. De clip viel nogal op, omdat Catherine Ringer tegen een ijzeren achtergrond aan het dansen is, terwijl ze door een aantal mensen wordt geschopt en geslagen. De clip kreeg veel airplay.
Fred Chichin had na verloop van tijd te kampen met hepatitis C, waardoor veel optredens van Les Rita Mitsouko moesten worden afgelast. Medio 2007 werd bij hem kanker geconstateerd waaraan hij op 28 november 2007 in een Parijs ziekenhuis overleed. 
Hoewel Chichin de oprichter en medehelft van Les Rita Mitsouko was, was het zijn wens dat Catherine Ringer na zijn dood gewoon zou verdergaan met optredens.